# Bruno Zanchi
Bruno Zanchi (Bergamo, 10 novembre 1973) è un ex mountain biker italiano, campione italiano di Downhill, campione del mondo juniores nel 1991 e vincitore da professionista di una tappa della Coppa del mondo 1995 con il team Bianchi Martini.